# 佛得角副䲁
佛得角副䲁（學名：Parablennius salensis），為輻鰭魚綱鳚形目䲁科副䲁屬的一種，分布於中東大西洋維德角群島海域，本魚體延長略側扁，頭部短鈍，眼上方有分支觸鬚，背鰭硬棘12枚、背鰭軟條19-20枚、臀鰭硬棘2枚、臀鰭軟條21-22枚，體長可達6公分，棲息在沿岸淺水域，雌魚產附著性卵，雄魚有護卵行為，幼魚為浮游性，生活習性不明。